# فرانز كيلر
فرانز كيلر هو عالم نفس وصحفي سويسري، ولد في 19 مايو 1913 في سولوتورن في سويسرا، وتوفي في 12 سبتمبر 1991 في سويسرا.